# جاکومو مانزاری
جاکومو مانزاری (انگلیسی: Giacomo Manzari؛ زادهٔ ۲۱ سپتامبر ۲۰۰۰) بازیکن فوتبال است.